# Batalla de Sainte-Foy
La batalla de Sainte-Foy, també anomenada batalla del Quebec, va tenir lloc el 28 d'abril de 1760 a Quebec, Canadà durant la Guerra Franco-Índia, com es va conèixer a Amèrica del Nord la guerra dels Set Anys. Va suposar una victòria per als francesos sota el comandament del François Gaston de Lévis enfront dels britànics comandats per James Murray. Quan se la compara amb la batalla de les Planes d'Abraham del setembre de l'any anterior, aquesta batalla va ser clarament més sagnant que la primera. Va ser l'última victòria francesa de la Guerra Franco-índia.

## Antecedents
Després de retirar-se del Quebec després del desastre de la batalla de les Planes d'Abraham del 13 de setembre de 1759, l'exèrcit francès es va reagrupar en Mont-real sota el general François Gaston de Lévis. Mentrestant, la guarnició anglesa dirigida per James Murray va patir fam al Quebec a finals de 1759.
L'abril de 1760, Lévis va tornar a Quebec amb un exèrcit d'aproximadament 5.000 homes amb els quals confiava assetjar Quebec i forçar a rendir-la en la primavera, quan esperava que els reforços de la flota francesa arribessin pel Riu Sant Llorenç.

## Batalla
James Murray pensava que el seu exèrcit era massa petit per defensar adequadament les muralles del Quebec, que no havien estat millorades després de la captura de la ciutat. Per això va prendre a 3.800 dels seus homes, els únics en condicions de lluitar, i va sortir a camp obert, en la mateixa posició que ocupés Louis-Joseph de Montcalm uns mesos enrere. En comptes d'esperar l'avanç francès, es va arriscar a sortir a l'ofensiva. En un principi, l'atac va tenir èxit, però l'avanç va impedir la utilització de l'artilleria i la infanteria va començar a endarrerir pel fang del terreny. La batalla va durar dues hores. Finalment, quan més soldats francesos es van unir al combat, van poder envoltar als anglesos obligant a Murray a retirar-se i adonar-se del seu error.
Els anglesos van patir aproximadament 1.100 baixes entre morts i ferits mentre que els francesos 800, convertint a la batalla de Sainte-Foy en una de les més sagnants desenvolupades en sòl canadenc.

## Conseqüències
François Gaston de Lévis, però, va ser incapaç de prendre Quebec. Els anglesos van suportar el setge fins a l'arribada de reforços navals el 9 de maig. La flota francesa que tant esperava Lévis mai va arribar, ja que havia estat derrotada pels anglesos poc temps enrere a Quiberon Bay. Així que el primer vaixell anglès va arribar a Quebec, Lévis es va retirar del setge i va tornar a Mont-real, on van confluir els exèrcits anglesos des de Quebec i els llacs Champlain i Ontario, i la ciutat, que no podia ser reforçada ni abastida, va acabar rendint-se als anglesos el setembre següent.